# Jana Novotná
Jana Novotná (* 2. Oktober 1968 in Brünn, Tschechoslowakei; † 19. November 2017 in Tschechien) war eine tschechische Tennisspielerin. Sie gewann in ihrer Karriere neben 17 Grand-Slam-Titeln (1 im Einzel, 12 im Doppel, 4 im Mixed) 23 Einzel- und 64 Doppeltitel auf der WTA Tour.

## Karriere
Ihre größten Erfolge erzielte Novotná auf schnellen Böden, unter anderem auf den Rasenplätzen in Wimbledon.
Zunächst war sie nur als Doppelspielerin erfolgreich, doch mit Hilfe von Hana Mandlíková, die selbst vier Grand-Slam-Turniere gewinnen konnte, entwickelte sie sich zu einer erfolgreichen Einzelspielerin.
1991 trat sie zum ersten Mal als solche in Erscheinung, als sie bei den Australian Open Steffi Graf und Arantxa Sánchez Vicario schlug, ehe sie im Finale Monica Seles in drei Sätzen unterlag.
In Wimbledon, wo sie 1993 und 1997 bereits im Endspiel gestanden hatte, gelang ihr 1998 mit einem Endspielsieg über Nathalie Tauziat ihr einziger Titelgewinn bei einem Grand-Slam-Turnier im Einzel.
Besondere Aufmerksamkeit erlangte die als wenig nervenstark geltende Novotná, als sie 1993 im Endspiel von Wimbledon gegen Steffi Graf einen 6:7-, 6:1- und 4:1-Vorsprung bei eigenem Aufschlag nicht in einen Titelgewinn ummünzen konnte. Novotná dominierte Graf zu diesem Zeitpunkt fast nach Belieben; den Sieg vor Augen schlug sie fortan auch leichte Bälle weit ins Aus. Graf gewann am Ende mit 7:6, 1:6, 6:4. Bei der anschließenden Siegerehrung brach Novotná in Tränen aus und wurde von der Herzogin von Kent tröstend umarmt.
Novotnás beste Weltranglistennotierung war Platz 2. 1998 hätte sie mit dem Gewinn der US Open Weltranglistenerste werden können; allerdings scheiterte sie im Halbfinale. 1999 beendete sie ihre Profikarriere.
Novotná trat auch bei Olympischen Spielen an. 1988 gewann sie in Seoul zusammen mit Helena Suková die Silbermedaille im Doppel für die Tschechoslowakei; im Finale unterlagen sie Zina Garrison und Pam Shriver. Acht Jahre später in Atlanta verlor sie mit Suková (beide nun für Tschechien startend) das Finale gegen Gigi Fernández und Mary Joe Fernández. Neben den beiden Silbermedaillen gewann Novotná noch eine Bronzemedaille im Einzel, die sie sich 1996 im Spiel um den dritten Platz gegen Mary Joe Fernández sicherte.
1987 trat sie erstmals für die tschechoslowakische Federation-Cup-Mannschaft an. Sie bestritt insgesamt 45 Partien, von denen sie 33 gewinnen konnte. 1988 gewann sie mit dem tschechoslowakischen Team den Wettbewerb.
Nach ihrem Rücktritt arbeitete sie als Tennistrainerin und trainierte unter anderem Marion Bartoli und Barbora Krejčíková.
2005 wurde Jana Novotná in die International Tennis Hall of Fame aufgenommen.
Sie starb am 19. November 2017 an den Folgen von Eierstockkrebs, an dem sie mehr als zwei Jahre zuvor erkrankt war. Am 27. November 2017 wurde sie im Familiengrab auf dem Friedhof in Židlochovice, südlich von Brünn, beigesetzt. Sie hinterließ ihre Lebensgefährtin, die frühere polnische Tennisspielerin Iwona Kuczyńska.

## Turniersiege

### Einzel
| Nr. | Datum              | Turnier            | Kategorie              | Belag             | Finalgegnerin           | Ergebnis       |
| --- | ------------------ | ------------------ | ---------------------- | ----------------- | ----------------------- | -------------- |
| 1.  | 4. Dezember 1988   | Adelaide           | WTA Tier V             | Hartplatz         | Jana Pospíšilová        | 7:5, 6:4       |
| 2.  | 28. Mai 1989       | Straßburg          | WTA Tier V             | Sand              | Patricia Tarabini       | 6:1, 6:2       |
| 3.  | 12. August 1990    | Albuquerque        | WTA Tier IV            | Hartplatz         | Laura Gildemeister      | 6:4, 6:4       |
| 4.  | 13. Januar 1991    | Sydney             | WTA Tier III           | Hartplatz         | Arantxa Sánchez Vicario | 6:4, 6:2       |
| 5.  | 24. Februar 1991   | Oklahoma City      | WTA Tier IV            | Hartplatz (Halle) | Anne Smith              | 3:6, 6:3, 6:2  |
| 6.  | 14. Februar 1993   | Ōsaka              | WTA Tier III           | Teppich (Halle)   | Kimiko Date             | 6:3, 6:2       |
| 7.  | 24. Oktober 1993   | Brighton           | WTA Tier II            | Teppich (Halle)   | Anke Huber              | 6:2, 6:4       |
| 8.  | 2. Oktober 1994    | Leipzig            | WTA Tier II            | Teppich (Halle)   | Mary Pierce             | 7:5, 6:1       |
| 9.  | 23. Oktober 1994   | Brighton           | WTA Tier II            | Teppich (Halle)   | Helena Suková           | 6:74, 6:3, 6:4 |
| 10. | 30. Oktober 1994   | Essen              | WTA Tier II            | Teppich (Halle)   | Iva Majoli              | 6:2, 6:4       |
| 11. | 26. Februar 1995   | Linz               | WTA Tier III           | Teppich (Halle)   | Barbara Rittner         | 6:76, 6:3, 6:4 |
| 12. | 25. Mai 1996       | Madrid             | WTA Tier II            | Sand              | Magdalena Maleewa       | 4:6, 6:4, 6:3  |
| 13. | 20. Oktober 1996   | Zürich             | WTA Tier I             | Teppich (Halle)   | Martina Hingis          | 6:2, 6:2       |
| 14. | 3. November 1996   | Chicago            | WTA Tier II            | Teppich (Halle)   | Jennifer Capriati       | 6:4, 3:6, 6:1  |
| 15. | 17. November 1996  | Philadelphia       | WTA Tier II            | Teppich (Halle)   | Steffi Graf             | 6:4, Aufgabe   |
| 16. | 24. Mai 1997       | Madrid             | WTA Tier III           | Sand              | Monica Seles            | 7:5, 6:1       |
| 17. | 28. September 1997 | Leipzig            | WTA Tier II            | Teppich (Halle)   | Amanda Coetzer          | 6:2, 4:6, 6:3  |
| 18. | 2. November 1997   | Moskau             | WTA Tier I             | Teppich (Halle)   | Ai Sugiyama             | 6:3, 6:4       |
| 19. | 23. November 1997  | Tour Championships | WTA Tour Championships | Teppich (Halle)   | Mary Pierce             | 7:6, 6:2, 6:3  |
| 20. | 1. März 1998       | Linz               | WTA Tier II            | Teppich (Halle)   | Dominique Van Roost     | 6:1, 7:62      |
| 21. | 20. Juni 1998      | Eastbourne         | WTA Tier II            | Rasen             | Arantxa Sánchez Vicario | 6:1, 7:5       |
| 22. | 4. Juli 1998       | Wimbledon          | Grand Slam             | Rasen             | Nathalie Tauziat        | 6:4, 7:6       |
| 23. | 12. Juli 1998      | Prag               | WTA Tier III           | Sand              | Nathalie Tauziat        | 6:3, 6:0       |
| 24. | 21. Februar 1999   | Hannover           | WTA Tier II            | Teppich (Halle)   | Venus Williams          | 6:4, 6:4       |

### Doppel
| Nr. | Datum          | Turnier            | Kategorie         | Belag             | Partnerin                | Finalgegnerinnen                            | Ergebnis        |
| --- | -------------- | ------------------ | ----------------- | ----------------- | ------------------------ | ------------------------------------------- | --------------- |
| 1.  | Mai 1987       | Straßburg          | WTA               | Sand              | Catherine Suire          | Kathleen Horvath Marcella Mesker            | 6:0, 6:2        |
| 2.  | August 1987    | San Diego          | WTA               | Hartplatz         | Catherine Suire          | Elise Burgin Sharon Walsh-Pete              | 6:3, 6:4        |
| 3.  | September 1987 | Hamburg            | WTA               | Sand              | Claudia Kohde-Kilsch     | Natalia Bykova Leila Mes’chi                | 7:6, 7:6        |
| 4.  | Februar 1988   | Oklahoma City      | WTA Tier V        | Hartplatz (Halle) | Catherine Suire          | Catarina Lindqvist Tine Scheuer-Larsen      | 6:4, 6:4        |
| 5.  | Mai 1988       | Rom                | WTA Tier IV       | Sand              | Catherine Suire          | Jenny Byrne Janine Thompson                 | 6:3, 4:6, 7:5   |
| 6.  | Juli 1988      | Hamburg            | WTA Tier IV       | Sand              | Tine Scheuer-Larsen      | Andrea Betzner Judith Wiesner               | 6:4, 6:2        |
| 7.  | August 1988    | Montreal           | WTA Tier II       | Hartplatz         | Helena Suková            | Zina Garrison Pam Shriver                   | 7:62, 7:66      |
| 8.  | August 1988    | Mahwah             | WTA Tier IV       | Hartplatz         | Helena Suková            | Gigi Fernández Robin White                  | 6:3, 6:2        |
| 9.  | Januar 1989    | Brisbane           | WTA Tier IV       | Hartplatz         | Helena Suková            | Patty Fendick Jill Hetherington             | 6:7, 6:1, 6:2   |
| 10. | März 1989      | Boca Raton         | WTA Tier II       | Hartplatz         | Helena Suková            | Jo Durie Mary Joe Fernández                 | 6:4, 6:2        |
| 11. | April 1989     | Miami              | WTA Tier I        | Hartplatz         | Helena Suková            | Gigi Fernández Lori McNeil                  | 7:6, 6:4        |
| 12. | April 1989     | Barcelona          | WTA Tier V        | Sand              | Tine Scheuer-Larsen      | Arantxa Sánchez Vicario Judith Wiesner      | 6:2, 2:6, 7:6   |
| 13. | Juli 1989      | Wimbledon          | Grand Slam        | Rasen             | Helena Suková            | Laryssa Sawtschenko Natallja Swerawa        | 6:1, 6:2        |
| 14. | Oktober 1989   | Zürich             | WTA Tier III      | Teppich (Halle)   | Helena Suková            | Nathalie Tauziat Judith Wiesner             | 6:3, 3:6, 6:4   |
| 15. | Januar 1990    | Brisbane           | WTA Tier IV       | Hartplatz         | Helena Suková            | Hana Mandlíková Pam Shriver                 | 6:3, 6:1        |
| 16. | Januar 1990    | Sydney             | WTA Tier III      | Hartplatz         | Helena Suková            | Laryssa Sawtschenko Natallja Swerawa        | 6:3, 7:5        |
| 17. | Januar 1990    | Australian Open    | Grand Slam        | Hartplatz         | Helena Suková            | Patty Fendick Mary Joe Fernández            | 7:65, 7:66      |
| 18. | März 1990      | Indian Wells       | WTA Tier II       | Hartplatz         | Helena Suková            | Gigi Fernández Martina Navratilova          | 6:2, 7:6        |
| 19. | März 1990      | Boca Raton         | WTA Tier II       | Hartplatz         | Helena Suková            | Elise Burgin Wendy Turnbull                 | 6:4, 6:2        |
| 20. | März 1990      | Miami              | WTA Tier I        | Hartplatz         | Helena Suková            | Betsy Nagelsen Robin White                  | 6:4, 6:3        |
| 21. | Juni 1990      | French Open        | Grand Slam        | Sand              | Helena Suková            | Laryssa Sawtschenko Natallja Swerawa        | 6:4, 7:5        |
| 22. | Juli 1990      | Wimbledon          | Grand Slam        | Rasen             | Helena Suková            | Kathy Jordan Elizabeth Smylie               | 6:3, 6:4        |
| 23. | August 1990    | Los Angeles        | WTA Tier II       | Hartplatz         | Gigi Fernández           | Mercedes Paz Gabriela Sabatini              | 6:3, 4:6, 6:4   |
| 24. | Januar 1991    | Brisbane           | WTA Tier IV       | Hartplatz         | Gigi Fernández           | Patty Fendick Helena Suková                 | 6:3, 6:1        |
| 25. | Februar 1991   | Chicago            | WTA Tier II       | Teppich (Halle)   | Gigi Fernández           | Martina Navratilova Pam Shriver             | 6:2, 6:4        |
| 26. | Mai 1991       | Hamburg            | WTA Tier ii       | Sand              | Laryssa Sawtschenko      | Arantxa Sánchez Vicario Helena Suková       | 7:5, 6:1        |
| 27. | Juni 1991      | French Open        | Grand Slam        | Sand              | Gigi Fernández           | Laryssa Sawtschenko Natallja Swerawa        | 6:4, 6:0        |
| 28. | August 1991    | Washington, D.C.   | WTA Tier II       | Hartplatz         | Laryssa Sawtschenko      | Gigi Fernández Natallja Swerawa             | 5:7, 6.1, 7:610 |
| 29. | Oktober 1991   | Zürich             | WTA Tier II       | Teppich (Halle)   | Andrea Strnadová         | Zina Garrison Lori McNeil                   | 6:4, 6:3        |
| 30. | Oktober 1991   | Filderstadt        | WTA Tier II       | Teppich (Halle)   | Martina Navratilova      | Pam Shriver Natallja Swerawa                | 6:2, 5:7, 6:4   |
| 31. | November 1991  | Philadelphia       | WTA Tier II       | Teppich (Halle)   | Laryssa Sawtschenko      | Mary Joe Fernández Zina Garrison            | 6:2, 6:4        |
| 32. | Januar 1992    | Brisbane           | WTA Tier IV       | Hartplatz         | Larisa Savchenko-Neiland | Manon Bollegraf Nicole Provis               | 6:4, 6:3        |
| 33. | März 1992      | Wesley Chapel      | WTA               | Sand              | Larisa Savchenko-Neiland | Arantxa Sánchez Vicario Natallja Swerawa    | 6:4, 6:2        |
| 34. | Mai 1992       | Berlin             | WTA Tier I        | Sand              | Larisa Savchenko-Neiland | Gigi Fernández Natallja Swerawa             | 7:65, 4:6, 7:5  |
| 35. | Juni 1992      | Eastbourne         | WTA Tier II       | Rasen             | Larisa Savchenko-Neiland | Mary Joe Fernández Zina Garrison            | 6:0, 6:3        |
| 36. | August 1992    | San Diego          | WTA Tier III      | Hartplatz         | Larisa Savchenko-Neiland | Conchita Martínez Mercedes Paz              | 6:1, 6:4        |
| 37. | September 1992 | Leipzig            | WTA Tier III      | Teppich (Halle)   | Larisa Savchenko-Neiland | Patty Fendick Andrea Strnadová              | 7:5, 7:64       |
| 38. | Oktober 1992   | Brighton           | WTA Tier II       | Teppich (Halle)   | Larisa Savchenko-Neiland | Conchita Martínez Radka Zrubáková           | 6:4, 6:1        |
| 39. | Februar 1993   | Osaka              | WTA Tier III      | Teppich (Halle)   | Larisa Neiland           | Magdalena Maleewa Manuela Maleeva-Fragnière | 6:1, 6:3        |
| 40. | Februar 1993   | Paris              | WTA Tier II       | Teppich (Halle)   | Andrea Strnadová         | Jo Durie Catherine Suire                    | 7:62, 6:2       |
| 41. | März 1993      | Miami              | WTA Tier I        | Hartplatz         | Larisa Neiland           | Jill Hetherington Kathy Rinaldi             | 6:2, 7:5        |
| 42. | Mai 1993       | Rom                | WTA Tier I        | Sand              | Arantxa Sánchez Vicario  | Mary Joe Fernández Zina Garrison-Jackson    | 6:4, 6:2        |
| 43. | August 1993    | Toronto            | WTA Tier I        | Hartplatz         | Larisa Neiland           | Arantxa Sánchez Vicario Helena Suková       | 6:1, 6:2        |
| 44. | März 1994      | Delray Beach       | WTA Tier II       | Hartplatz         | Arantxa Sánchez Vicario  | Manon Bollegraf Helena Suková               | 6:2, 6:0        |
| 45. | März 1994      | Wesley Chapel      | WTA               | Sandplatz         | Arantxa Sánchez Vicario  | Gigi Fernández Natallja Swerawa             | 6:2, 7:5        |
| 46. | Mai 1994       | Hamburg            | WTA Tier II       | Sand              | Arantxa Sánchez Vicario  | Jewgenija Manjukowa Leila Mes’chi           | 6:3, 6:2        |
| 47. | August 1994    | San Diego          | WTA Tier II       | Hartplatz         | Arantxa Sánchez Vicario  | Ginger Helgeson Rachel McQuillan            | 6:3, 6:3        |
| 48. | September 1994 | US Open            | Grand Slam        | Hartplatz         | Arantxa Sánchez Vicario  | Katerina Maleewa Robin White                | 6:3, 6:3        |
| 49. | Januar 1995    | Sydney             | WTA Tier II       | Hartplatz         | Lindsay Davenport        | Patty Fendick Mary Joe Fernández            | 7:5, 2:6, 6:4   |
| 50. | Januar 1995    | Australian Open    | Grand Slam        | Hartplatz         | Arantxa Sánchez Vicario  | Gigi Fernández Natallja Swerawa             | 6:3, 6:73, 6:4  |
| 51. | März 1995      | Delray Beach       | WTA Tier II       | Hartplatz         | Mary Joe Fernández       | Lori McNeil Larisa Neiland                  | 6:4, 6:0        |
| 52. | März 1995      | Miami              | WTA Tier I        | Hartplatz         | Arantxa Sánchez Vicario  | Gigi Fernández Natallja Swerawa             | 7:5, 2:6, 6:3   |
| 53. | Juni 1995      | Eastbourne         | WTA Tier II       | Rasen             | Arantxa Sánchez Vicario  | Gigi Fernández Natallja Swerawa             | 0:6, 6:3, 6:4   |
| 54. | Juli 1995      | Wimbledon          | Grand Slam        | Rasen             | Arantxa Sánchez Vicario  | Gigi Fernández Natallja Swerawa             | 5:7, 7:5, 6:4   |
| 55. | November 1995  | Tour Championships | WTA Championships | Teppich (Halle)   | Arantxa Sánchez Vicario  | Gigi Fernández Natallja Swerawa             | 6:2, 6:1        |
| 56. | Februar 1996   | Paris              | WTA Tier II       | Teppich (Halle)   | Kristie Boogert          | Julie Halard-Decugis Nathalie Tauziat       | 6:4, 6:3        |
| 57. | März 1996      | Miami              | WTA Tier I        | Hartplatz         | Arantxa Sánchez Vicario  | Meredith McGrath Larisa Neiland             | 6:4, 6:4        |
| 58. | April 1996     | Hilton Head Island | WTA Tier I        | Sand              | Arantxa Sánchez Vicario  | Gigi Fernández Mary Joe Fernández           | 6:2, 6:3        |
| 59. | Mai 1996       | Madrid             | WTA Tier II       | Sand              | Arantxa Sánchez Vicario  | Sabine Appelmans Miriam Oremand             | 7:6, 6:2        |
| 60. | Juni 1996      | Eastbourne         | WTA Tier II       | Rasen             | Arantxa Sánchez Vicario  | Rosalyn Nideffer Pam Shriver                | 4:6, 7:5, 6:4   |
| 61. | Oktober 1996   | Filderstadt        | WTA Tier II       | Hartplatz (Halle) | Nicole Arendt            | Martina Hingis Helena Suková                | 6:2, 6:3        |
| 62. | Februar 1997   | Paris              | WTA Tier II       | Teppich (Halle)   | Martina Hingis           | Alexandra Fusai Rita Grande                 | 6:3, 6:0        |
| 63. | April 1997     | Amelia Island      | WTA Tier II       | Sand              | Lindsay Davenport        | Nicole Arendt Manon Bollegraf               | 6:3, 6:0        |
| 64. | Mai 1997       | Berlin             | WTA Tier I        | Sand              | Lindsay Davenport        | Gigi Fernández Natallja Swerawa             | 6:2, 3:6, 6:2   |
| 65. | September 1997 | US Open            | Grand Slam        | Hartplatz         | Lindsay Davenport        | Gigi Fernández Natallja Swerawa             | 6:3, 6:4        |
| 66. | 1997           | Leipzig            | WTA Tier II       | Teppich (Halle)   | Martina Hingis           | Yayuk Basuki Helena Suková                  | 6:2, 6:2        |
| 67. | November 1997  | Tour Championships | WTA Championships | Teppich (Halle)   | Lindsay Davenport        | Alexandra Fusai Nathalie Tauziat            | 6:7, 6:3, 6:2   |
| 68. | März 1998      | Miami              | WTA Tier I        | Hartplatz         | Martina Hingis           | Arantxa Sánchez Vicario Natallja Swerawa    | 6:2, 3:6, 6:3   |
| 69. | Juni 1998      | French Open        | Grand Slam        | Sand              | Martina Hingis           | Lindsay Davenport Natallja Swerawa          | 6:1, 7:6        |
| 70. | Juni 1998      | Eastbourne         | WTA Tier II       | Rasen             | Mariaan de Swardt        | Arantxa Sánchez Vicario Natallja Swerawa    | 6:1, 6:3        |
| 71. | Juli 1998      | Wimbledon          | Grand Slam        | Rasen             | Martina Hingis           | Lindsay Davenport Natallja Swerawa          | 6:3, 3:6, 8:6   |
| 72. | August 1998    | Montreal           | WTA Tier I        | Hartplatz         | Martina Hingis           | Yayuk Basuki Caroline Vis                   | 6:3, 6:4        |
| 73. | September 1998 | US Open            | Grand Slam        | Hartplatz         | Martina Hingis           | Lindsay Davenport Natallja Swerawa          | 6:3, 6:3        |
| 74. | März 1999      | Miami              | WTA Tier I        | Hartplatz         | Martina Hingis           | Mary Joe Fernández Monica Seles             | 0:6, 6:4, 7:6   |
| 75. | April 1999     | Hilton Head Island | WTA Tier          | Sand              | Jelena Lichowzewa        | Barbara Schett Patty Schnyder               | 6:1, 6:4        |
| 76. | August 1999    | Toronto            | WTA Tier I        | Hartplatz         | Mary Pierce              | Larisa Neiland Arantxa Sánchez Vicario      | 6:3, 2:6, 6:3   |

## Abschneiden bei Grand-Slam-Turnieren

### Einzel
Die Tabelle listet die Ergebnisse der Grand-Slam-Turniere, der Tour Championships, der Olympischen Spiele, des Fed Cups bzw. Billie Jean King Cups und der Turniere folgender Kategorien auf: 1990–2008: Tier I, 2009–2020: Premier Mandatory und Premier 5, ab 2021: WTA 1000.
| Turnier            | 1986 | 1987 | 1988 | 1989 | 1990 | 1991 | 1992 | 1993 | 1994 | 1995 | 1996 | 1997 | 1998 | 1999 | Karriere |
| ------------------ | ---- | ---- | ---- | ---- | ---- | ---- | ---- | ---- | ---- | ---- | ---- | ---- | ---- | ---- | -------- |
| Australian Open    |      | —    | 1    | 3    | 3    | F    | AF   | 2    | VF   | AF   | —    | —    | —    | 3    | 1 × F    |
| French Open        | 1    | 3    | 1    | VF   | HF   | VF   | AF   | VF   | 1    | 3    | HF   | 3    | VF   | AF   | 2 × HF   |
| Wimbledon          | 1    | AF   | 2    | AF   | VF   | 2    | 3    | F    | VF   | HF   | VF   | F    | S    | VF   | 1 × S    |
| US Open            | Q2   | AF   | 1    | 2    | VF   | AF   | 1    | AF   | HF   | VF   | VF   | VF   | HF   | 3    | 2 × HF   |
| Tour Championships | —    | —    | —    | 1    | 1    | HF   | VF   | VF   | VF   | 1    | HF   | S    | 1    | —    | 1 × S    |
| Chicago            |      |      |      |      | —    |      |      |      |      |      |      |      |      |      | —        |
| Boca Raton         |      |      |      |      |      | —    | —    |      |      |      |      |      |      |      | —        |
| Indian Wells       |      |      |      |      |      |      |      |      |      |      |      | —    | —    | VF   | 1 × VF   |
| Miami              |      |      |      |      | AF   | —    | —    | VF   | VF   | HF   | 3    | HF   | VF   | VF   | 2 × HF   |
| Hilton Head Island |      |      |      |      | —    | VF   | AF   | —    | —    | —    | HF   | AF   | AF   | HF   | 2 × HF   |
| Rom                |      |      |      |      | —    | —    | —    | 2    | —    | —    | —    | —    | 2    | —    | 2 × 2R   |
| Berlin             |      |      |      |      | AF   | HF   | AF   | —    | HF   | —    | —    | HF   | HF   | 2    | 4 × HF   |
| Kanada             |      |      |      |      | —    | —    | —    | AF   | —    | HF   | —    | —    | HF   | 2    | 2 × HF   |
| Tokio              |      |      |      |      |      |      |      | HF   | AF   | —    | —    | —    | —    | HF   | 2 × HF   |
| München            |      |      |      |      |      |      |      |      |      |      |      |      | 1    | —    | 1 × 1R   |
| Zürich             |      |      |      |      |      |      |      | 1    | —    | VF   | S    | HF   | —    | —    | 1 × S    |
| Philadelphia       |      |      |      |      |      |      |      | —    | —    | —    |      |      |      |      | —        |
| Moskau             |      |      |      |      |      |      |      |      |      |      |      | S    | —    | —    | 1 × S    |
| Olympische Spiele  |      |      | 2    |      |      |      | 1    |      |      |      | B    |      |      |      | 1 × B    |
| Fed Cup            |      |      | S    | HF   |      |      |      |      |      |      | PO   | HF   | 1    | —    | 1 × S    |

Zeichenerklärung: S = Turniersieg; F, HF, VF, AF = Einzug ins Finale, Halb-, Viertel-, Achtelfinale; 1, 2, 3 = Ausscheiden in der 1., 2., 3. Haupt- / Finalrunde; Q1, Q2, Q3 = Ausscheiden in der 1., 2. 3. Qualifikationsrunde; RR = Round Robin (Gruppenphase); nicht ausgetragen oder andere Kategorie; PO (Playoff), P2 = Auf-/Abstiegsrunde zur Weltgruppe I/II im Fed Cup; W2, K1, K2, K3 = Teilnahme in der Weltgruppe II, Kontinentalgruppe I, II, III im Fed Cup.

### Doppel
Die Tabelle listet die Ergebnisse der Grand-Slam-Turniere, der Tour Championships, der Olympischen Spiele, des Fed Cups bzw Billie Jean King Cups und der Turniere folgender Kategorien auf: 1990–2008: Tier I, 2009–2020: Premier Mandatory und Premier 5, ab 2021: WTA 1000.
| Turnier            | 1986 | 1987 | 1988 | 1989 | 1990 | 1991 | 1992 | 1993 | 1994 | 1995 | 1996 | 1997 | 1998 | 1999 | Karriere |
| ------------------ | ---- | ---- | ---- | ---- | ---- | ---- | ---- | ---- | ---- | ---- | ---- | ---- | ---- | ---- | -------- |
| Australian Open    |      | —    | VF   | HF   | S    | F    | VF   | VF   | HF   | S    | —    | —    | —    | AF   | 2 × S    |
| French Open        | 2    | AF   | —    | HF   | S    | S    | HF   | F    | —    | F    | HF   | AF   | S    | VF   | 3 × S    |
| Wimbledon          | —    | 2    | AF   | S    | S    | F    | F    | F    | F    | S    | VF   | VF   | S    | HF   | 4 × S    |
| US Open            | —    | AF   | AF   | AF   | F    | F    | F    | 2    | S    | VF   | F    | S    | S    | AF   | 3 × S    |
| Tour Championships | —    | VF   | —    | HF   | VF   | F    | F    | F    | F    | S    | F    | S    | 1    | —    | 2 × S    |
| Chicago            |      |      |      |      | —    |      |      |      |      |      |      |      |      |      | —        |
| Boca Raton         |      |      |      |      |      | —    | —    |      |      |      |      |      |      |      | —        |
| Indian Wells       |      |      |      |      |      |      |      |      |      |      |      | —    | —    | F    | 1 × F    |
| Miami              |      |      |      |      | S    | F    | —    | S    | HF   | S    | S    | AF   | S    | S    | 6 × S    |
| Hilton Head Island |      |      |      |      | —    | VF   | F    | —    | —    | —    | S    | F    | HF   | S    | 2 × S    |
| Rom                |      |      |      |      | —    | —    | —    | S    | —    | —    | —    | —    | —    | —    | 1 × S    |
| Berlin             |      |      |      |      | F    | HF   | S    | —    | F    | HF   | —    | S    | VF   | F    | 2 × S    |
| Kanada             |      |      |      |      | —    | —    | —    | S    | —    | HF   | —    | —    | S    | S    | 3 × S    |
| Tokio              |      |      |      |      |      |      |      | HF   | —    | —    | —    | —    | —    | F    | 1 × F    |
| München            |      |      |      |      |      |      |      |      |      |      |      |      | —    | —    | —        |
| Zürich             |      |      |      |      |      |      |      | HF   | —    | VF   | —    | HF   | —    | —    | 2 × HF   |
| Philadelphia       |      |      |      |      |      |      |      | —    | —    | —    |      |      |      |      | —        |
| Moskau             |      |      |      |      |      |      |      |      |      |      |      | —    | —    | —    | —        |
| Olympische Spiele  |      |      | F    |      |      |      | VF   |      |      |      | F    |      |      |      | 2 × F    |
| Fed Cup            |      |      | S    | HF   |      |      |      |      |      |      | PO   | HF   | 1    |      | 1 × S    |

Zeichenerklärung: S = Turniersieg; F, HF, VF, AF = Einzug ins Finale, Halb-, Viertel-, Achtelfinale; 1, 2, 3 = Ausscheiden in der 1., 2., 3. Haupt- / Finalrunde; Q1, Q2, Q3 = Ausscheiden in der 1., 2. 3. Qualifikationsrunde; KF (kleines Finale) = unterlegen im Spiel um Platz drei; RR = Round Robin (Gruppenphase); nicht ausgetragen oder andere Kategorie; PO (Playoff), P2 = Auf-/Abstiegsrunde zur Weltgruppe I/II im Fed Cup; W2, K1, K2, K3 = Teilnahme in der Weltgruppe II, Kontinentalgruppe I, II, III im Fed Cup.

### Mixed
| Turnier         | 1988 | 1989 | 1990 | 1991 | 1992 | 1993 | 1994 | Titel |
| --------------- | ---- | ---- | ---- | ---- | ---- | ---- | ---- | ----- |
| Australian Open | S    | S    | —    | —    | —    | —    | —    | 2     |
| French Open     | —    | —    | —    | —    | 2    | —    | —    | —     |
| Wimbledon       | 2    | S    | HF   | —    | VF   | —    | —    | 1     |
| US Open         | S    | AF   | —    | —    | —    | —    | F    | 1     |